# Primera División de Serbia y Montenegro 2003-04
La Primera División de Serbia y Montenegro en su temporada 2003-04, fue la 12ª edición del torneo, el campeón fue el club Estrella Roja de Belgrado que consiguió su 23° título en su historia.

## Formato de competición
Los mejores dieciséis clubes del país participaron en la competición y se agrupan en un único grupo en que se enfrentan dos veces a sus oponentes. Al final de la temporada los últimos cuatro de la clasificación son relegados y sustituidos por los cuatro mejores clubes de la Segunda Liga.

## Primera Liga
| Pos | Club                    | PJ | PG | PE | PP | GF | GC | DG  | Pts |
| --- | ----------------------- | -- | -- | -- | -- | -- | -- | --- | --- |
| 1.  | Estrella Roja Belgrado  | 30 | 23 | 5  | 2  | 59 | 13 | +46 | 74  |
| 2.  | Partizan Belgrado       | 30 | 19 | 6  | 5  | 48 | 20 | +28 | 63  |
| 3.  | Železnik Belgrado       | 30 | 17 | 7  | 6  | 48 | 20 | +28 | 58  |
| 4.  | OFK Belgrado            | 30 | 14 | 9  | 7  | 36 | 31 | +5  | 51  |
| 5.  | FK Smederevo            | 30 | 14 | 7  | 9  | 43 | 36 | +7  | 49  |
| 6.  | Obilić Belgrado         | 30 | 14 | 4  | 12 | 42 | 29 | +13 | 46  |
| 7.  | Zemun Belgrado          | 30 | 11 | 8  | 11 | 27 | 29 | -2  | 41  |
| 8.  | Sutjeska Nikšić         | 30 | 12 | 4  | 14 | 38 | 36 | +2  | 40  |
| 9.  | Vojvodina Novi Sad      | 30 | 10 | 10 | 10 | 33 | 33 | 0   | 40  |
| 10. | Hajduk Kula             | 30 | 11 | 5  | 14 | 28 | 29 | -1  | 38  |
| 11. | Zeta Golubovci          | 30 | 10 | 6  | 14 | 38 | 41 | -3  | 36  |
| 12. | Borac Čačak             | 30 | 8  | 11 | 11 | 30 | 41 | -11 | 35  |
| 13. | Budućnost Banatski Dvor | 30 | 10 | 4  | 16 | 30 | 49 | -19 | 34  |
| 14. | Napredak Kruševac       | 30 | 7  | 4  | 19 | 28 | 46 | -18 | 25  |
| 15. | Radnički Obrenovac      | 30 | 4  | 12 | 14 | 18 | 47 | -29 | 24  |
| 16. | Kom Podgorica           | 30 | 4  | 2  | 24 | 21 | 67 | -46 | 14  |

### Máximos goleadores
| Goles               | Jugador           | Club |
| ------------------- | ----------------- | ---- |
| Nikola Žigić        | Estrella Roja     | 19   |
| Nenad Mirosavljevic | FK Smederevo      | 14   |
| Marko Pantelic      | Estrella Roja     | 13   |
| Duan Đokić                    | Obilić Belgrado   | 13   |
| Nikola Nikezić      | Sutjeska Nikšić   | 13   |
| Zoran Djuraskovic   | Zeleznik Belgrado | 12   |
| Milan Belic         | FK Vojvodina      | 11   |

### Plantel campeón
La siguiente es la plantilla del equipo campeón, Estrella Roja de Belgrado.
| Estrella Roja de Belgrado |
| Porteros: Vladimir Dišljenković, Ivan Ranđelović. Dušan Basta, Nikola Beljić, Dragan Bogavac, Jadranko Bogičević, Branko Bošković, Nemanja Vidić, Milivoje Vitakić, Ivan Dudić, Milan Dudić, Bojan Djordjic, Slavoljub Đorđević, Nikola Žigić, Dejan Ilić, Boško Janković, Nenad Kovačević, Radovan Krivokapić, Marjan Marković, Bojan Miladinović, Dejan Milovanović, Dragan Mladenović, Dragan Mrđa, Marko Muslin, Sanibal Orahovac, Marko Pantelić, Marko Perović, Nenad Stojanović, Dragan Šarac. Entrenador: Slavoljub Muslin. |

## Segunda Liga
- Clubes ascendidos a Primera Liga 2004/05.

| Pos | Club                | PJ | PG | PE | PP | GF | GC | DG | Pts |
| --- | ------------------- | -- | -- | -- | -- | -- | -- | -- | --- |
| 1.  | Radnički Belgrado   |    |    |    |    |    |    |    |     |
| 2.  | Hajduk Belgrado     |    |    |    |    |    |    |    |     |
| 3.  | Cukaricki Belgrado  |    |    |    |    |    |    |    |     |
| 4.  | Buducnost Podgorica |    |    |    |    |    |    |    |     |